# Gurjant Singh

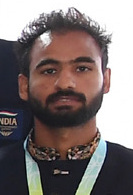
Gurjant Singh (2022)

Gurjant Singh (* 26. Januar 1995 in Amritsar) ist ein indischer Hockeyspieler. 2021 und 2024 erkämpfte er mit der indischen Nationalmannschaft die olympische Bronzemedaille.

## Ausbildung
Im Jahr 2005 nahm er an den Trials für die Chandigarh Hockey Academy teil, wurde dort aufgenommen und blieb dort bis zum Jahr 2011.

## Sportliche Karriere
Gurjant Singh gehörte zur indischen Mannschaft, die 2016 bei der Juniorenweltmeisterschaft den Titel gewann und erzielte dabei Tore im Halbfinale gegen Australien und im Finale gegen Belgien. In der indischen Profiliga Hockey India League 2017 wurde er für die Dabang Mumbai für 81.000 $ gedraftet und war damit zusammen mit Sandeep Singh der teuerste Spieler der Liga.
2017 debütierte der Stürmer in der Nationalmannschaft. 2018 verloren die Inder bei den Commonwealth Games in Gold Coast das Spiel um die Bronzemedaille gegen das englische Team mit 1:2. In folge der Niederlage wurde er zunächst aus dem Nationalteam gestrichen fand aber schon zur Asian Champions Trophy 2018 wieder zurück ins Team. Zur Eröffnung der Hockey Pro League 2020/21 erzielte Singh nach 13 Sekunden gegen die Niederlande das erste Tor der indischen Mannschaft in diesem Turnierformat.
Bei den 2021 ausgetragenen Olympischen Spielen in Tokio belegten die Inder in der Vorrunde den zweiten Platz. Nach einem Viertelfinalsieg über die Briten und einer Halbfinalniederlage gegen die Belgier besiegte die indische Mannschaft im Kampf um Bronze die deutsche Mannschaft mit 5:4 und gewann die erste olympische Medaille seit 1980. Bei den Olympischen Spielen 2024 in Paris gewann er erneut die Bronzemedaille.